# Hiroyuki Nakano
Hiroyuki Nakano (中野裕之, Nakano Hiroyuki, nascut el 1958 a Fukuyama, Hiroshima, Japó) és un director de cinema japonès. Va estudiar a la universitat de Waseda.

## Filmografia
- Watching People (1989)
- Spiritual Earth: Aloha Wave (1995)
- Samurai Fiction (1998)
- Pop Group Killers (2000)
- Red Shadow (2001)
- Stereo Future (2001)
- Slow Is Beautiful (2003)
- Return (2003)
- Tajomaru (2009)
- FOOL COOL ROCK (2014)